# تلگرام ریگنر

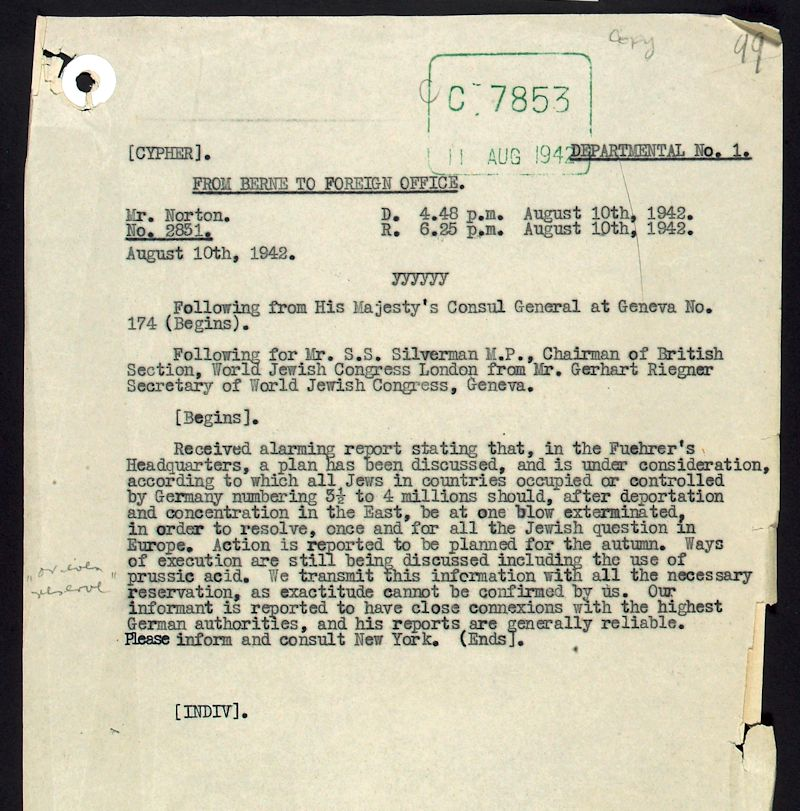
تلگرام اصلی.

تلگرام ریگنر (به انگلیسی: Riegner Telegram) پیامی تلگرافی بود که در ۸ اوت ۱۹۴۲ توسط گرهارت ریگنر، دبیر وقت کنگره جهانی یهودیان در ژنو، به دفاتر این مؤسسه در نیویورک و لندن فرستاده شد. در این تلگرام، ریگنر به تأیید گزارش‌های هشدارآمیزی که دربارهٔ قصد آلمان نازی برای پاکسازی یهودیان از اروپای اشغالی منتشر شده بودند، پرداخت.

## تاریخچه
ریگنر مدیر دفتر کنگره جهانی یهودیان در ژنو بود. وی توسط صنعتگر آلمانی، ادوارد شولته، به‌طور غیرمستقیم از نقشه‌های آلمان برای راه حل نهایی مطلع شد. ریگنر از طریق کانال‌های دیپلماتیک انگلیسی و آمریکایی خود (ربی استیفن وایز از کنگره یهودیان آمریکایی در نیویورک و سیدنی سیلورمن، نماینده یهودی مجلس بریتانیا و رئیس بخش انگلیسی کنگره جهانی یهودیان) پیام زیر را به وزارت امور خارجه بریتانیا و وزارت امور خارجه آمریکا در واشینگتن، دی.سی. فرستاد:
گزارشی هشدارآمیز دریافت کردم مبنی بر اینکه، در مقر پیشوا، طرحی مورد بحث و بررسی قرار گرفته‌است، که طبق آن، کلیه یهودیان در کشورهای اشغال شده یا تحت کنترل آلمان که تعدادشان به ۳ تا ۴ میلیون نفر می‌رسد، می‌بایست پس از تبعید و تمرکز در شرق، بی درنگ نابود شوند، تا یکبار برای همیشه مسئله یهودیان در اروپا حل شود. گزارش شده‌است که این اقدام برای پاییز برنامه‌ریزی شده‌است. روشهای اجرای طرح، از جمله استفاده از هیدروژن سیانید، هنوز در دست بررسی هستند. ما این اطلاعات را با احتیاط تمام منتقل می‌کنیم، چرا که نمی‌توانیم درستیشان را تأیید کنیم. گفته شده‌است که خبرچین ما با عالی‌ترین مقامات آلمانی ارتباط نزدیک دارد و گزارش‌های وی معمولاً قابل اعتماد هستند. لطفاً نیویورک را مطلع و با آن مشورت کنید.
با این حال، در بریتانیا و ایالات متحده، تلگرام ریگنر با ناباوری روبرو شد. وزارت امور خارجه ایالات متحده تلگرام را «شایعه ای بسیار دور از واقعیت، و ناشی از اضطراب‌های یهودیان» دانست در حالی که وزارت امور خارجه بریتانیا برای مدتی حتی تلگرام را بازرسانی نمی‌کرد. در نهایت در تاریخ ۲۸ اوت ۱۹۴۲ این تلگرام به ربی استیفن وایز، رئیس کنگره جهانی یهود، رسید ولی او تصمیم گرفت آن را علنی نکند.